# 圣穆理思堂 (威尼斯)
圣穆理思堂（San Maurizio）位于威尼斯圣马可区。

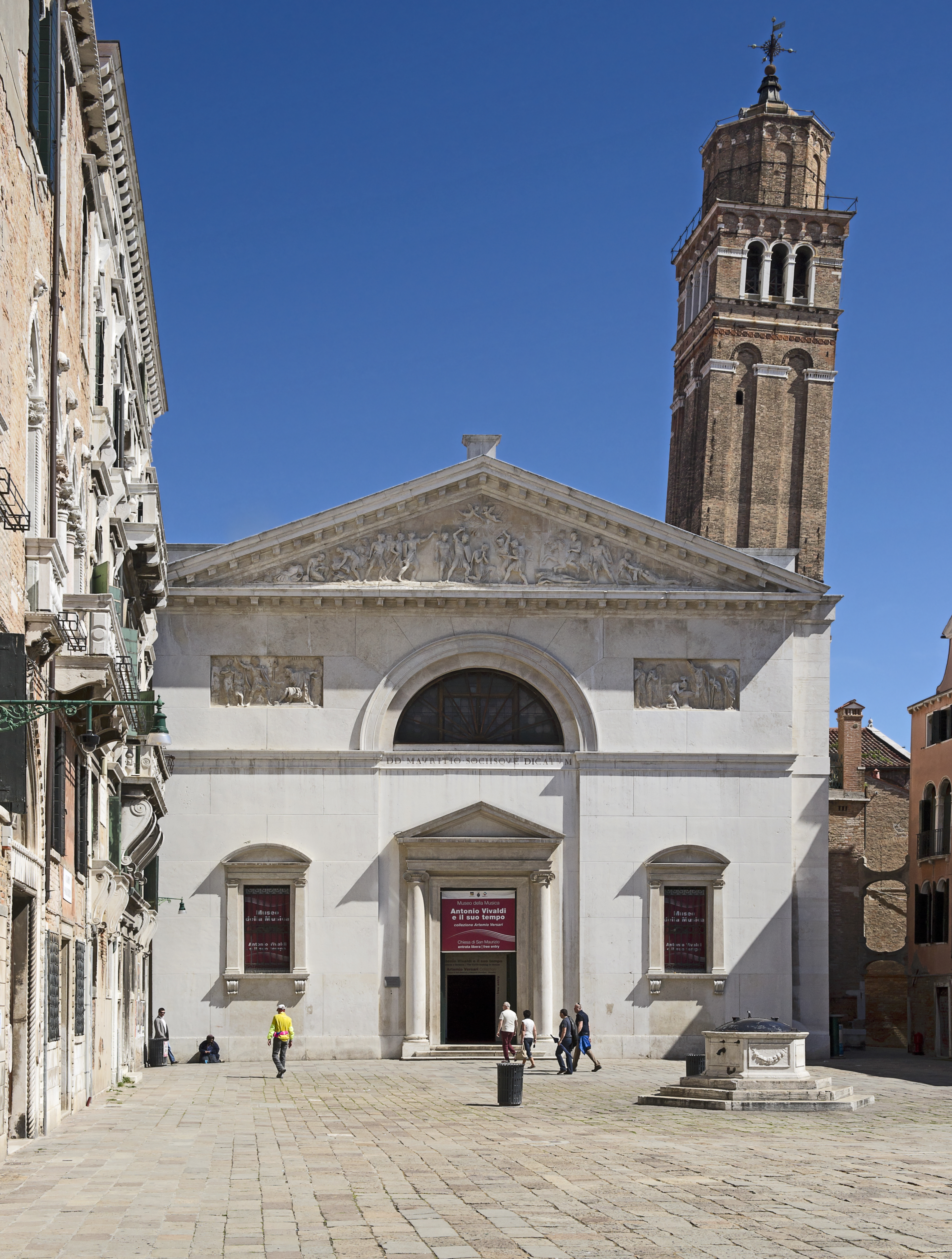
立面

该堂重建于16世纪及1806年。新古典主义风格。

## 建築立面

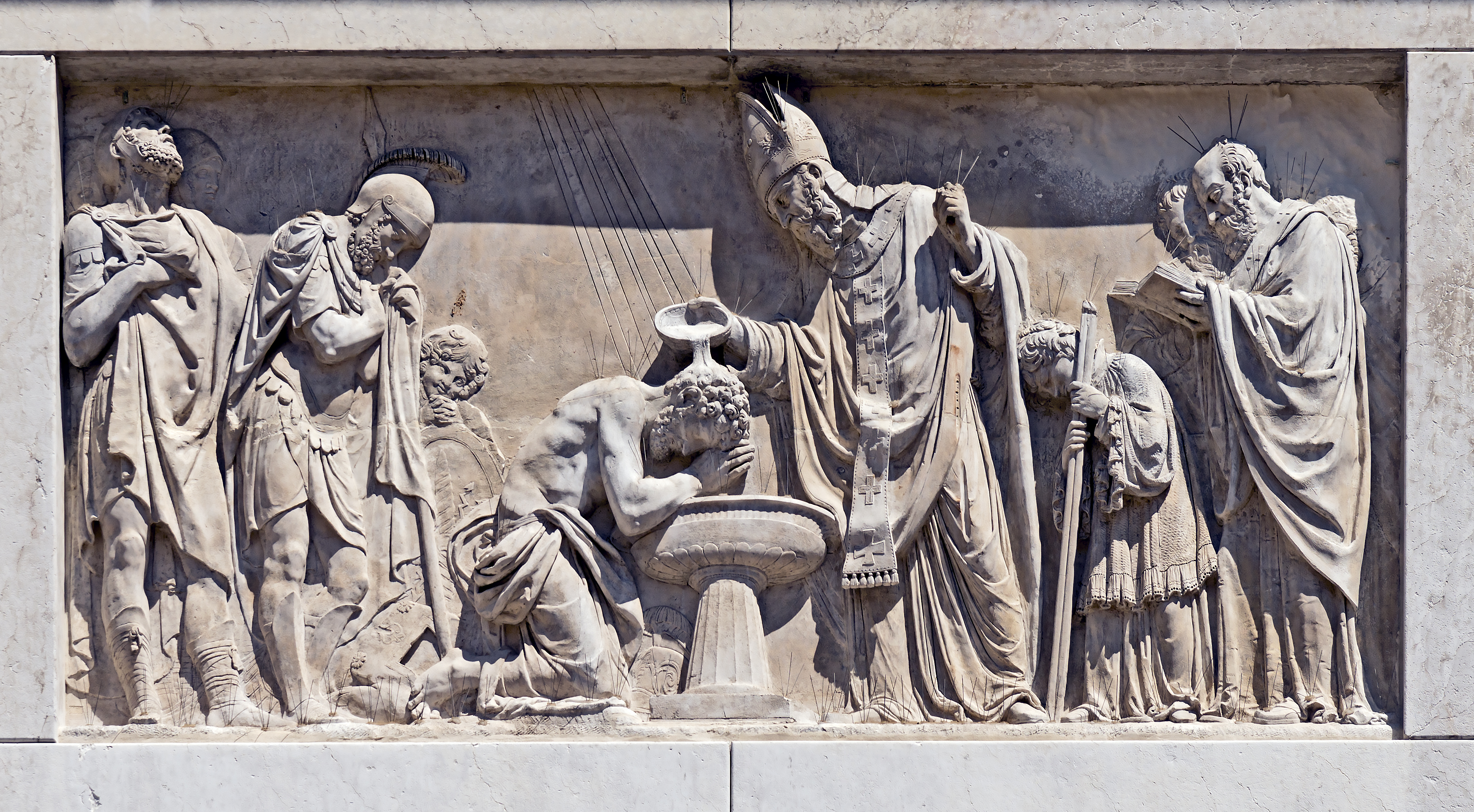
浮雕B.Ferrari的。
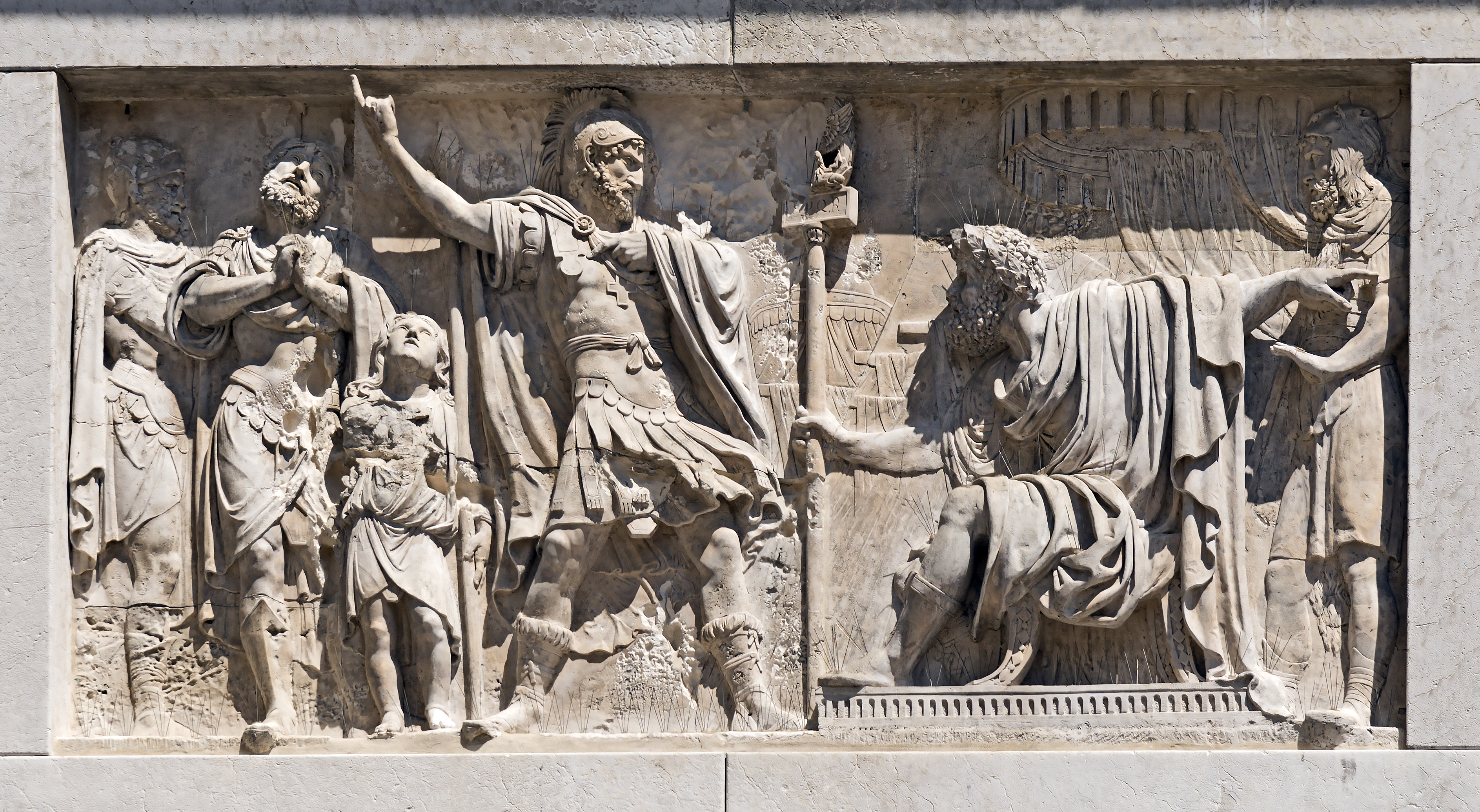
浮雕B.Ferrari的。

## 在建築內部

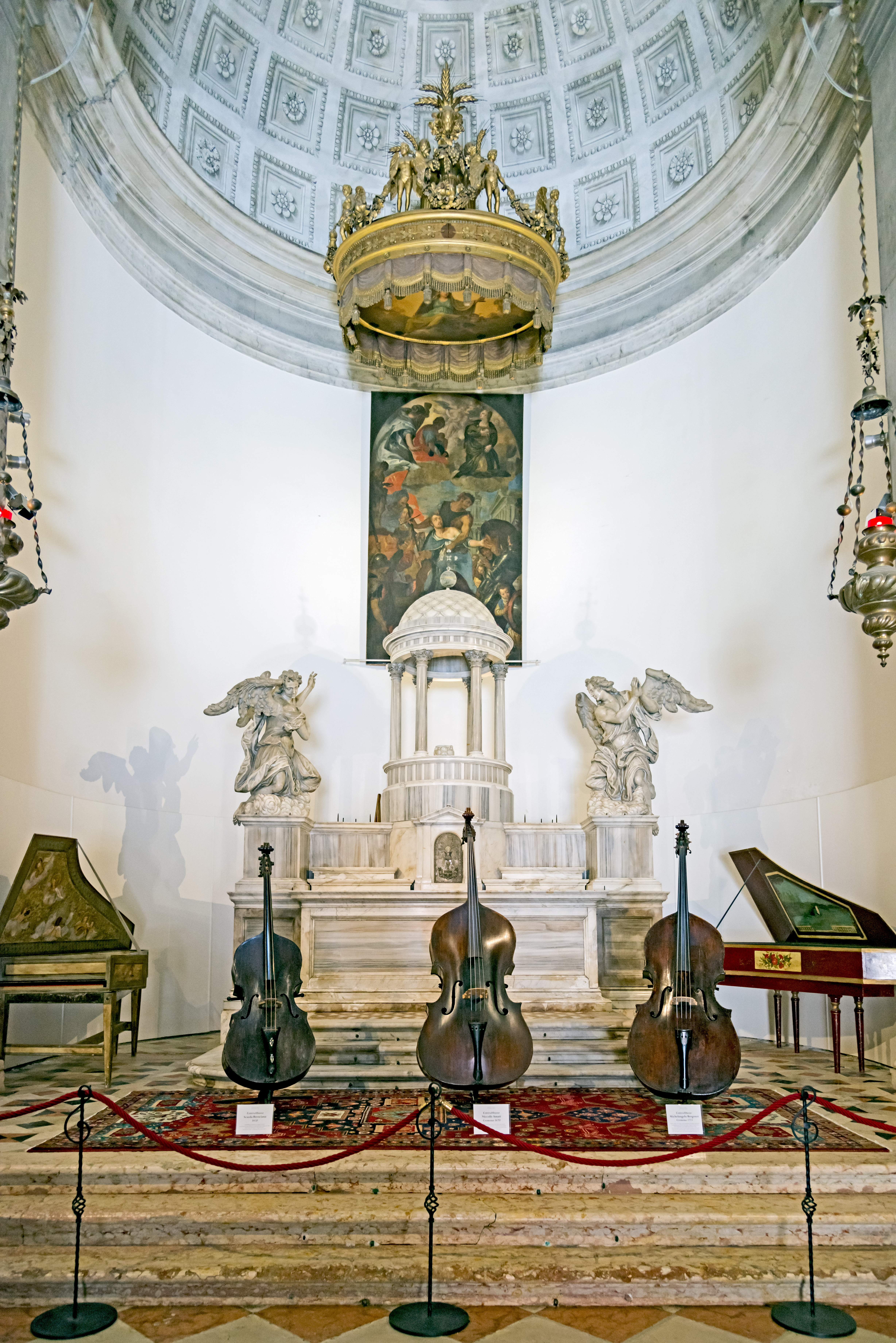
高壇
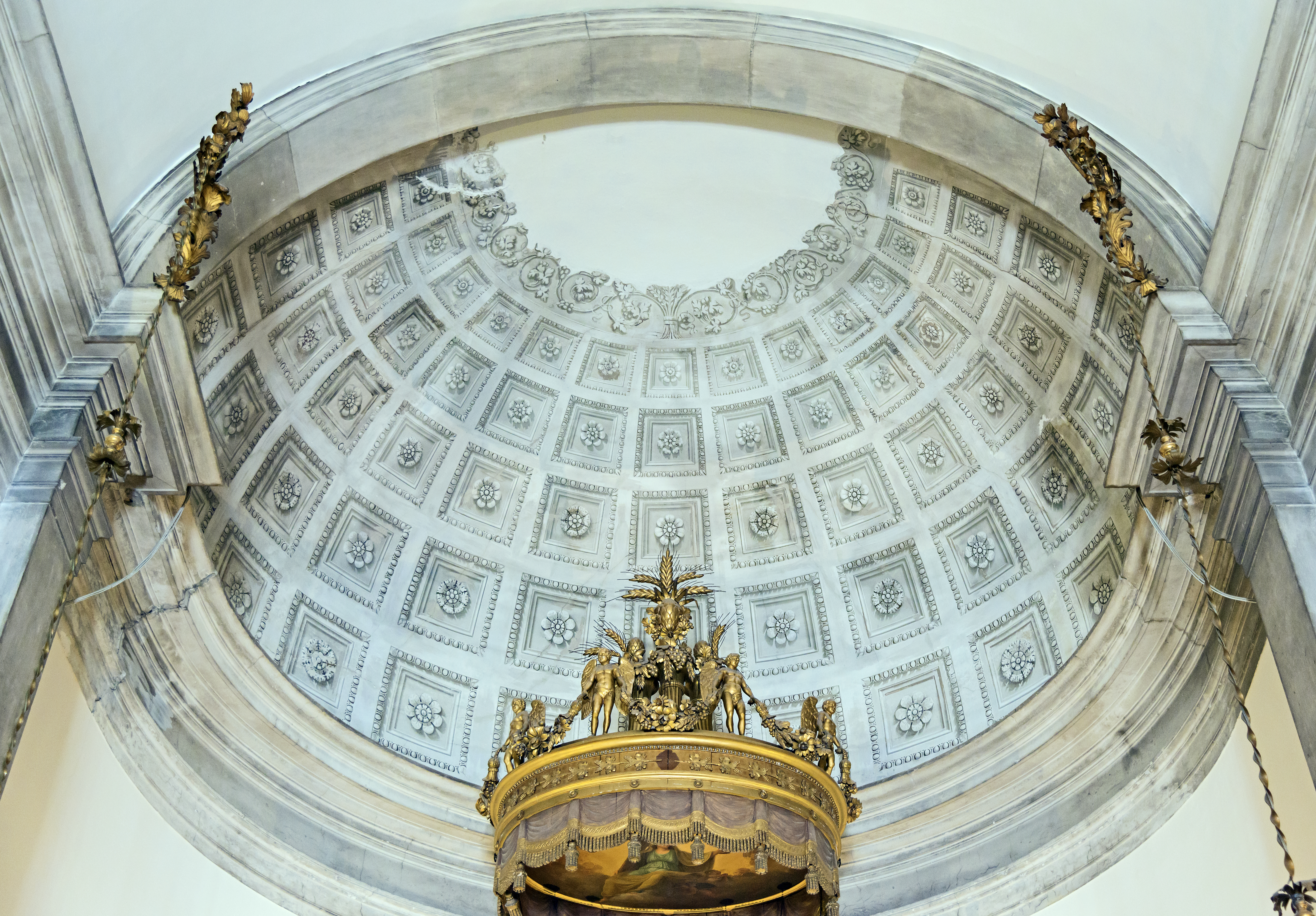
合唱團的拱頂的天花板
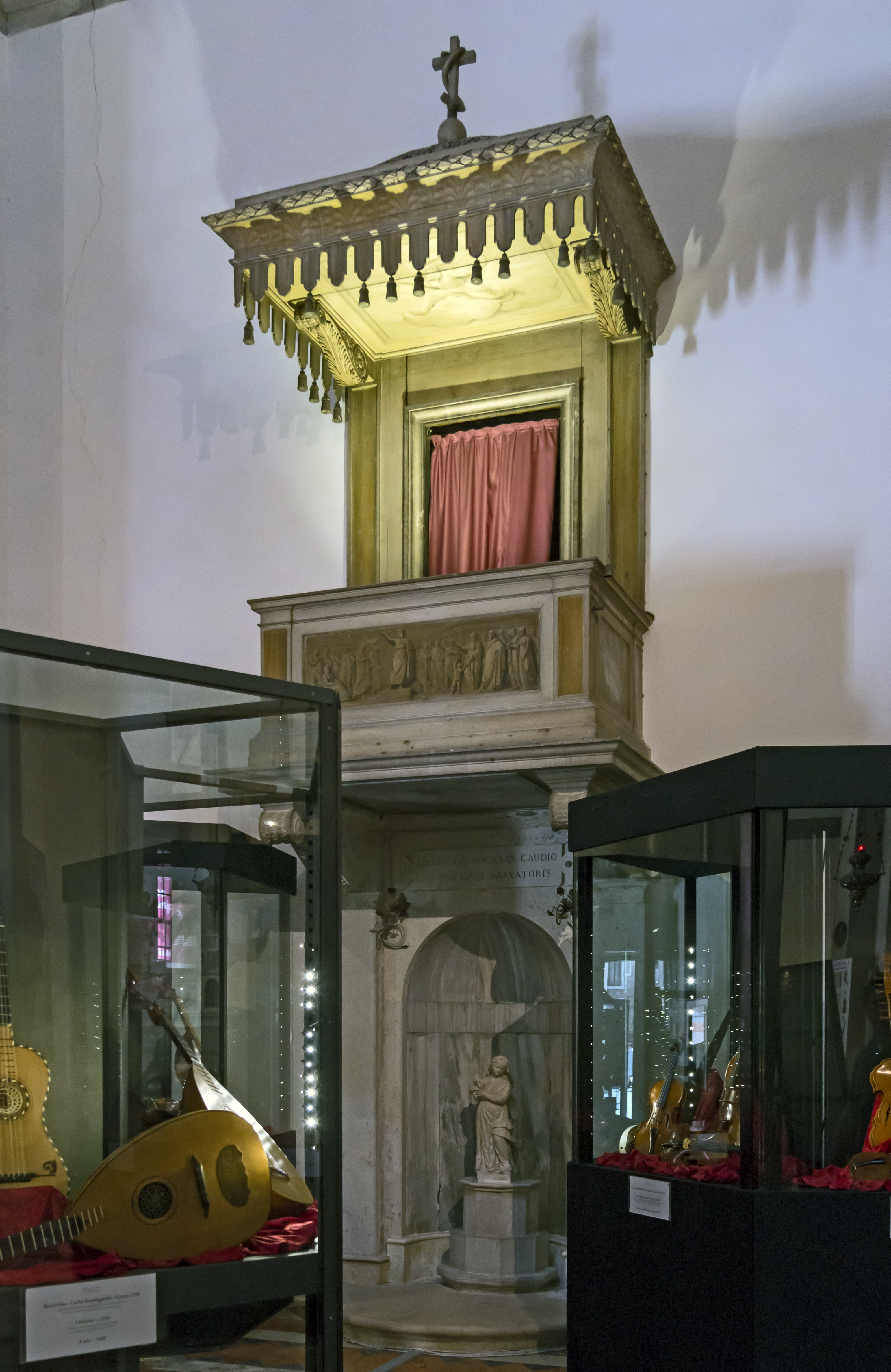
肉
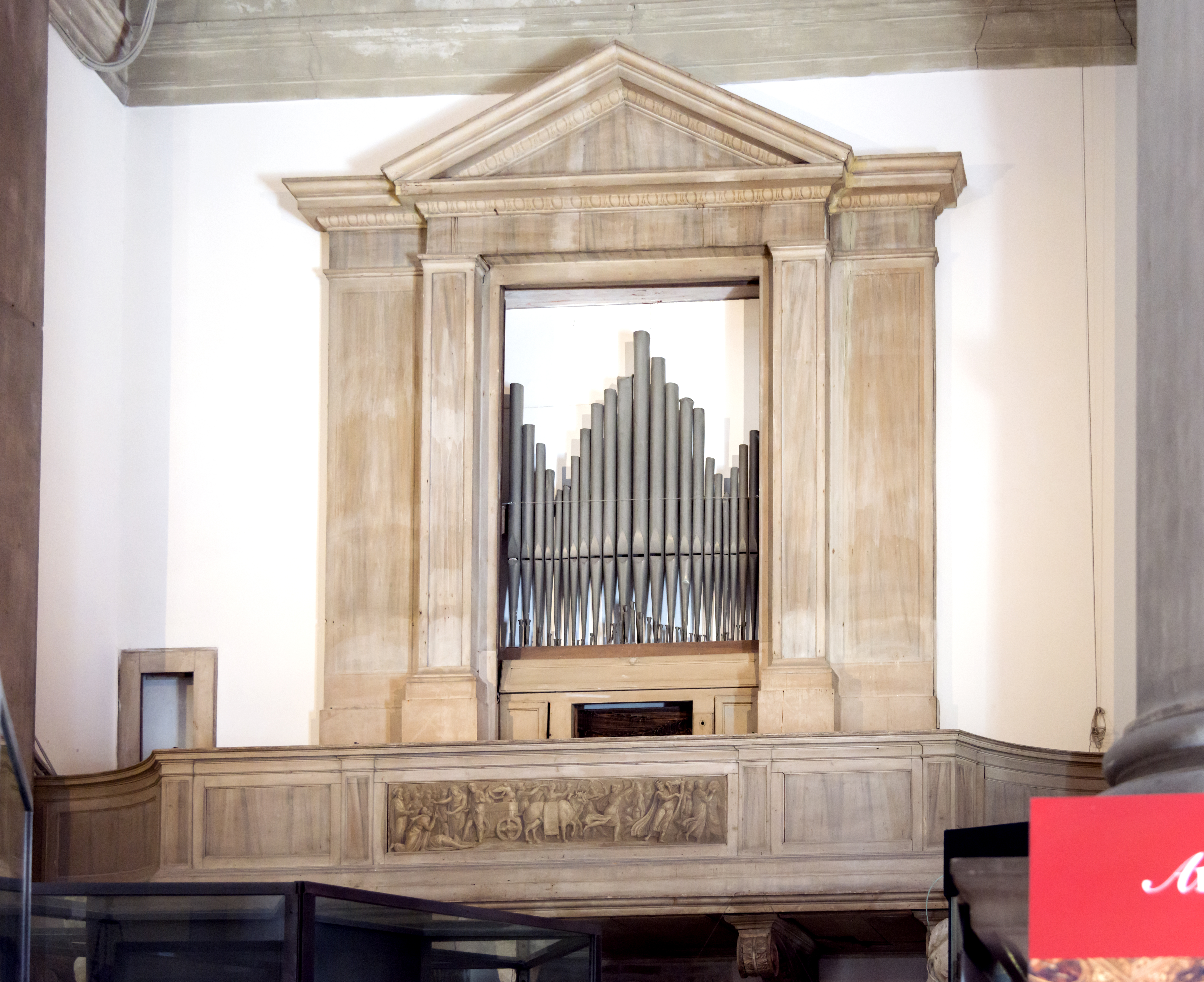
器官

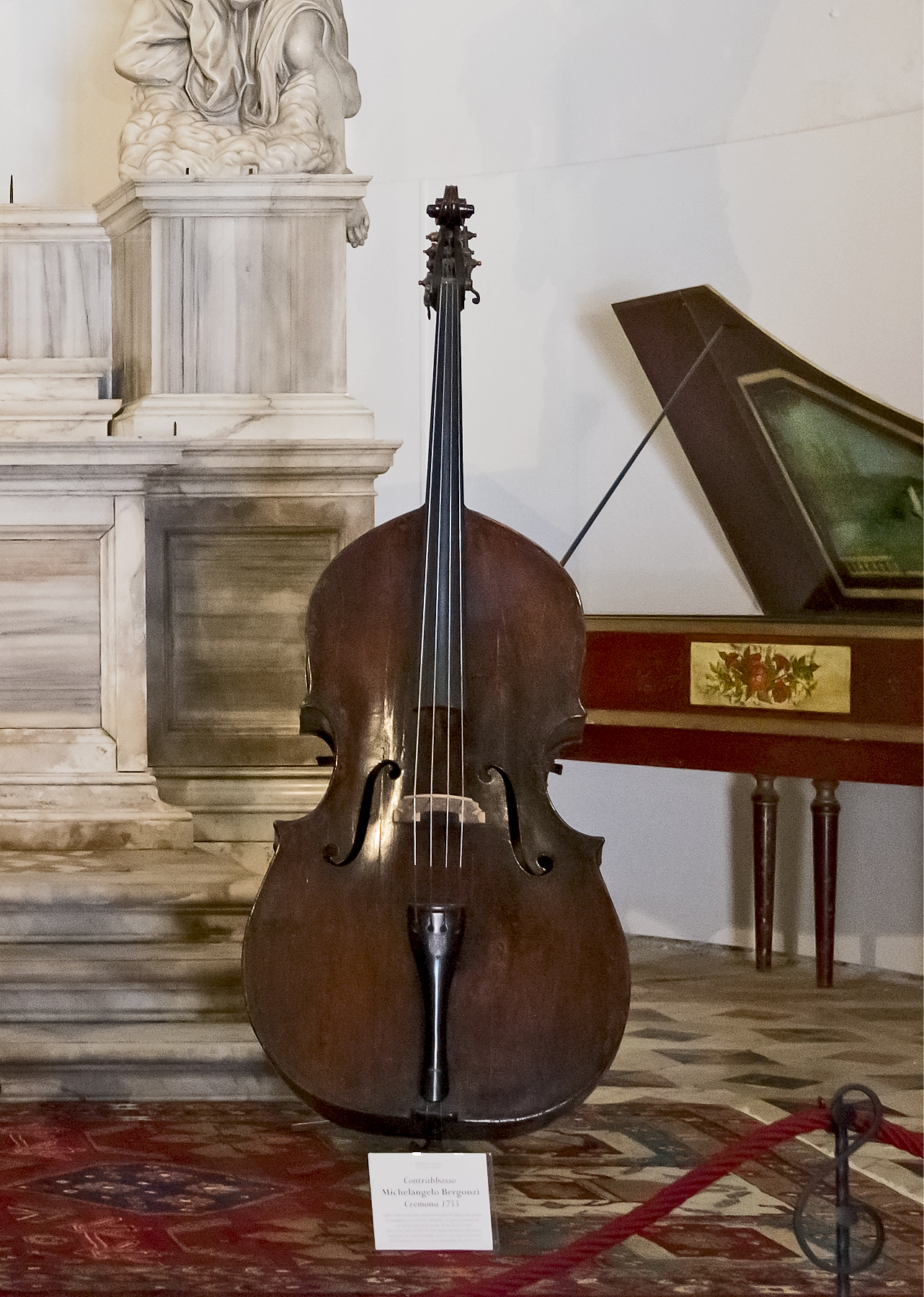
低音  Carlo Bergonzi
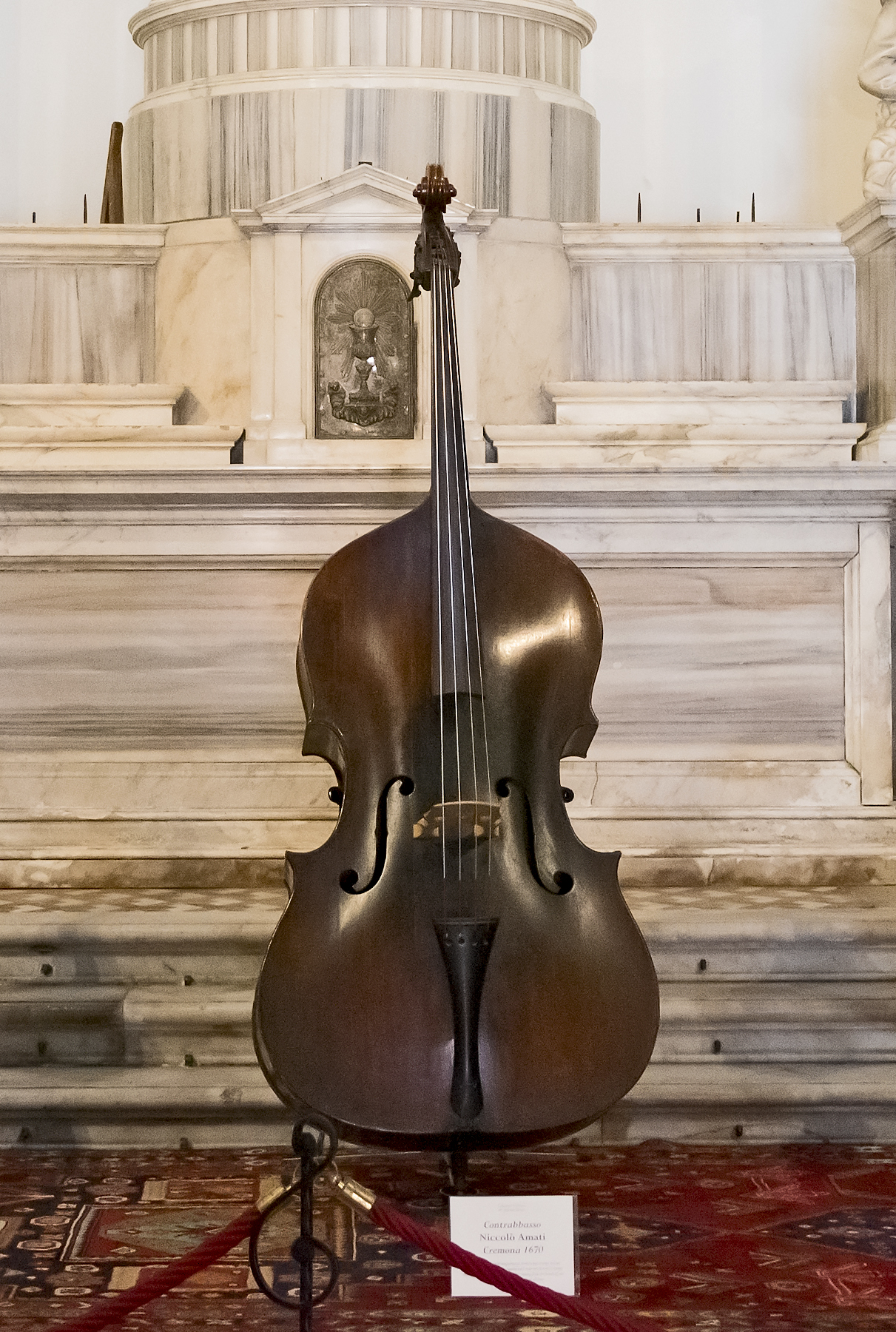
低音 尼古拉·阿瑪蒂

45°25′59″N 12°19′54″E / 45.432984°N 12.331569°E